# 18398 Bregenz
18398 Bregenz è un asteroide areosecante. Scoperto nel 1992, presenta un'orbita caratterizzata da un semiasse maggiore pari a 2,3075697 UA e da un'eccentricità di 0,3093242, inclinata di 7,82979° rispetto all'eclittica.